# CRHBP
CRHBP‏ (Corticotropin releasing hormone binding protein) هوَ بروتين يُشَفر بواسطة جين CRHBP في الإنسان.